# Ours de l'Atlas
Sous-espèce
Statut de conservation UICN

EX : Éteint
L'Ours de l'Atlas (Ursus arctos crowtheri ou Ursus crowtheri, aussi nommé ours de Barbarie) est une sous-espèce éteinte d'Ours brun qui vivait notamment dans le massif de l'Atlas dans le Nord du Maghreb, au Maroc, en Algérie et en Tunisie.

## Dénomination et étymologie
Le nom d'ours de l'Atlas vient de la chaîne montagneuse de l'Atlas qui traverse tout le Petit Maghreb dans le nord-ouest de l'Afrique du Nord, tandis que ours de Barbarie provient de du nom de Barbarie ou Berbérie historiquement attribués au territoire des Barbaresques ou la côte des Barbaresques.
Le nom scientifique Ursus arctos crowtheri est composée du terme latin ursus et du terme grec ἄρκτος (arktos) signifiant tous deux « ours » et de crowtheri qui provient du nom du naturaliste Crowther qui a contribué à la description de l'ours de l'Atlas. L'ours de l'Atlas a notamment été surnommé « Ours de Crowther ».
En langue autochtone, le berbère, le seul et unique terme historiquement attesté pour désigner l'ours est ursəl (ursel ou ursl). Un rapprochement entre le terme berbère pour désigner l'ours et le latin ursulus a été fait, cependant le linguiste berbérisant Salem Chaker avance que ce mot est ancien, en tant que désignation d'une bête fauve, et que son origine est une confirmation de l'existence à date historique de l'animal. Il explique que la fluctuation sémantique du terme pourrait être l’indice de sa disparition ancienne : le mot étant resté, mais son sens s'étant opacifié et devenu fluctuant.

## Aire de répartition
Selon les données phylogéographiques disponibles,, c'est le seul ours qui fut jamais présent en Afrique : il arriva probablement durant le Pléistocène, lors de la même migration qui amena la hyène rayée ou le bouquetin de Nubie en Afrique du Nord.
Présent à l'époque romaine, on en trouve des représentations dans les mosaïques anciennes de la région.

## Description
D'après les témoignages datant des XVIIIe et XIXe siècles, l'ours de l'Atlas était plus petit que les autres ours bruns, 2,7 mètres avec un museau plus plat et une fourrure presque noire.
Les premières descriptions scientifiques de l'animal datent du XVIIIe siècle, mais la population était alors déjà très réduite car les ours avaient été chassés de leurs habitats.

## Génétique
Certains considèrent l'ours de l'Atlas comme une espèce à part entière (Ursus crowtheri), mais l'hypothèse dominante le classe comme sous-espèce de l'Ours brun (Ursus arctos). Selon les données génétiques acquises depuis la fin du XXe siècle, le patrimoine génétique actuel de l'Ours brun semble être géographiquement structuré en cinq principaux clades. L'ours de l'Atlas, qui possédait un ADN mitochondrial divergeant, constituait un sixième clade. Une partie importante de la diversité génétique intraspécifique de l'Ours brun, par ailleurs assez stable pendant les 35 000 dernières années, a été perdue avec la disparition de l'ours de l'Atlas.

## Alimentation
Comme beaucoup d'ursidae l'ours de l'Atlas était omnivore, se nourrissant de racines, fruits, noix, petits mammifères, charognes.

## Histoire
De nombreux historiens de l'Antiquité ont fait remarquer l'existence de l'ours dans l'ancienne Libye, tel Hérodote qui cite l'existence des ours chez les Libyens sédentaires. Les ours nord-africains furent utilisés dans les arènes romaines. Le romain Caius Julius Solinus décrit un « ours africain » qui se distingue de l'autre ours par sa férocité et par la longueur de sa fourrure.
Quand Pline l'Ancien évoque l'« ours de Numidie » (NH VIII. § 131), il s'agit très probablement de l'ours de l'Atlas, qui selon les données paléontologiques et historiques disponibles, aurait probablement vécu dans tout le nord de l'Afrique jusqu'en Éthiopie[réf. nécessaire], et souvent dans un contexte écologique plus riche qu'aujourd'hui, où se côtoyaient des espèces qui de nos jours sont uniquement circum-méditerranéennes européennes (c'est-à-dire caractère européen), et une faune évoquant la savane (aujourd'hui repoussée plus au sud par la désertification), au moins jusqu'à la période impériale romaine, voire aussi tard qu'aux IIIe et IVe siècles apr. J.-C.
Le sultan du Maroc en possédait un vers 1830 et un autre fut donné au jardin zoologique de Marseille : c'est ce dernier individu qui fut étudié scientifiquement par Schinz en 1844, afin de donner un nom scientifique à la sous-espèce.
Le dernier spécimen aurait été tué à la chasse, sur la frontière maroco-algérienne dans les années 1870.[réf. nécessaire] ou 1890. Toutefois, dans les années 1950, des spécimens de l'ours de l'Atlas auraient été aperçus en Algérie, plus précisément en Kabylie, par des femmes de la région qui cueillaient les olives.